# Charles Vernon Boys
Charles Vernon Boys (Wing, Rutland, Regne Unit, 15 març 1855 – St. Mary Bourne, Andover, Hampshire, 30 març 1944) fou un físic britànic, destacat per les innovacions que introduí en la balança de torsió.

## Vida
Boys era el vuitè nen dels fills del reverend Charles Boys de l'església anglicana, vicari d'Ala, Rutland. Fou educat al Marlborough College i a la Royal School of Mines de Londres, on estudià física amb Frederick Guthrie i ensenyà matemàtiques mentre completava un grau en mineria i metal·lúrgia. Quan era estudiant a la Royal School of Mines inventà un dispositiu mecànic, que anomenà integraph per dibuixar la integral d'una funció. Treballà breument en la indústria de carbó abans d'acceptar una oferta de Guthrie per treballar a la Royal School of Mines.
Es casà amb Marion Amelia Pollock el 1892, de la qual es divorcià el 1910 degut a la relació sentimental que mantenia ella amb el matemàtic de la Universitat de Cambridge Andrew Forsyth.
Boys fou professor ajudant al Royal College of Science (ara Imperial College London) a South Kensington de 1889 a 1897, així com examinador a la Universitat de Londres. El 1899 presentà les Conferències de Nadal de la Royal Institution. Fou president de la Physical Society of London (actual IOP, Institute of Physics) entre 1916-18 i de la Röntgen Society (ara el British Institute of Radiology) entre 1906-07.

## Obra
Boys és conegut per la invenció de la fibra de quars com a fibra de torsió en la balança de torsió, la qual li permeté mesurar forces extremadament petites. Aconseguí produir una fibra tant prima que no podia ser resolta amb un microscopi òptic. Utilitzà aquesta fibra per construir un radiomicròmetre capaç de respondre a la llum d'una espelma sola a més d'una milla de distància, i la utilitzà en observacions astronòmiques.
El 1895 Boys modificà l'instrument original de Henry Cavendish emprat per determinar la densitat mitjana de la Terra (experiment de Cavendish) miniaturitzant-lo a 1/18 parts, substituint el fil de torsió, originalment de ferro, per fines fibres de quars, de 0,002 mm de diàmetre. Aquesta innovació li permeté utilitzar masses d'or menors (m = 2,7 g; M = 7,5 kg) i una distància de separació també menor, 15 cm, alhora que controlà millor les variacions de temperatura i les variacions del pendent del sòl. També separà verticalment 6 polzades la posició de les parelles d'esferes amb l'objectiu de reduir l'efecte de l'esfera grossa de l'altre parell i disposà un mirall al braç que reflectia un raig de llum el qual permetia determinar mitjançant un telescopi el petit angle de desviació. Els seus mesuraments donaren el valor ρ = 5,527 g/cm³.
El 1897 Boys fou nomenat Metropolitan Gas Referee, amb la tasca de determinar un preu just per gas de carbó. Inicialment treballà en la substitució de la candela estàndard, emprada per determinar la qualitat del gas per encendre, per la làmpada de pentà d'Augustus Harcourt. Quan augmentà la implantació de la calefacció, aquesta esdevingué l'ús principal de gas de carbó, i Boys reorientà els seus estudis cap a la calorimetria, per mesurar i enregistrar el contingut de calor del gas, aconseguint un augment substancial dins la precisió de la mesura. En aquells moments la factura de gas nacional pel Regne Unit era cinquanta milions de lliures, així que una petita correcció d'un u per cent a la factura representava una quantitat molt significativa de diners.
Boys també treballà en la fotografia d'alta velocitat de llampecs i bales en moviment, i impartí conferències públiques sobre les propietats de pel·lícules de sabó, les quals les reuní al llibre: Soap Bubbles: Their Colours and the Forces Which Mould Them, un clàssic de ciència popular. La primera edició és del 1890 i la segona del 1911, que s'ha reimprès fins a l'actualitat. El llibre deixà profundament impressionat l'escriptor francès Alfred Jarry, qui el 1898 escrigué la novel·la Exploits and Opinions of Dr. Faustroll, Pataphysician, el qual protagonista naixé a l'edat de 63 anys i és descrit com un amic de Boys. El llibre fou un favorit de la poeta Elizabeth Bishop.
Millorà el disseny d'una caldera solar de Frank Shuman, la qual és similar als moderns forns solars i el patentà amb Shuman el 1917.

## Honors
Fou elegit com a membre de la Royal Society el 1888 i Sir el 1935. Li atorgaren la Medalla de la Royal Society el 1896, la Medalla Rumford el 1924, i la Medalla Elliott Cresson el1939. 